# Gorō Adachi
Gorō Adachi (jap. 安達五郎 Gorō Adachi; ur. 1 stycznia 1913 w Akaigawie, zm. 13 września 1999 w Kitakiusiu) – japoński skoczek narciarski. Dwukrotny olimpijczyk (1932 i 1936). Mistrz Japonii w skokach narciarskich z 1935.
Adachi dwukrotnie uczestniczył w zimowych igrzyskach olimpijskich – w 1932 w Lake Placid po skokach na odległość 60 i 66 metrów zajął 8. pozycję, a w 1936 w Garmisch-Partenkirchen był 45. – w drugim z tych startów po 1. serii po skoku na odległość 73 metrów zajmował 7. lokatę, jednak w drugiej serii, uzyskując 71 metrów, upadł i w wyniku dużej straty punktowej ostatecznie rywalizację zakończył pod koniec stawki, wyprzedzając tylko dwóch sklasyfikowanych rywali.
W 1935 zdobył tytuł mistrza Japonii w skokach narciarskich.

## Zimowe igrzyska olimpijskie

### Indywidualnie
| 1932 Lake Placid            | – | 8. miejsce  |
| 1936 Garmisch-Partenkirchen | – | 45. miejsce |